# Волица Вторая
Волица Вторая (укр. Волиця Друга) — село в Красиловском районе Хмельницкой области Украины.
Население по переписи 2001 года составляло 329 человек. Почтовый индекс — 31035. Телефонный код — 3855. Занимает площадь 2,163 км². Код КОАТУУ — 6822787004.

## История
В 1945 г. Указом Президиума ВС УССР село Волица-Вонсовича переименовано в Волицу.

## Местный совет
31033, Хмельницкая обл., Красиловский р-н, с. Кошелевка, ул. Молодёжная